# Het Spijker (Brakel)
Het Spijker of 't Spijker is een gebouw bij Kasteel Brakel, gelegen aan Dreef 1 te Brakel, in de gemeente Zaltbommel in de Nederlandse provincie Gelderland.

## Geschiedenis
Het Spijker is een middeleeuws gebouw dat oorspronkelijk als voorraadschuur voor het kasteel diende, maar al in 1318 ervan gescheiden was als een niet leenroerig goed. Het zou tot 1616 bewoond zijn geweest door de Johannieters (Commanderij van de Orde van Sint Jan) en voor 1616 is er een brug naar de Hervormde kerk gelegd.
Het is een rechthoekig bouwwerk met een hoog 14e-eeuws oostelijk deel en daarnaast een lager westelijk deel uit de 17e en 18e eeuw. In het uiterste westen daarvan vindt men een betraliede nis uit de 19e eeuw, met daarboven een beschilderde gedenkplaat. Het oostelijk deel is naar het westen toe met een trapgevel afgesloten. Dit bevat een mogelijk 14e-eeuwse kelder, die met een bakstenen tongewelf is overkluisd. Een spiltrap in het uiterste oosten voert langs een drietal boven elkaar gelegen cellen. De 16e of 17e-eeuwse voordeuren dragen de namen van de heiligen Petrus, Maria en Johannes.
In 1837 kwam het huis weer bij het kasteel en werd er een slotgracht rond het Spijker gemaakt. Hierover is een gemetselde bakstenen brug, met ijzeren hek en bakstenen pijlers, gebouwd.
Het huis, het 16e-eeuwse bruggehoofd van de Kerkbrug en de 19e-eeuwse brug zijn sinds 2005 beschermd als rijksmonument, mede omdat zij deel uitmaken van de historische buitenplaats Brakel, een rijksmonumentcomplex. Het huis is ook voorzien van het blauw-witte schildje van het Cultuurgoederenverdrag.

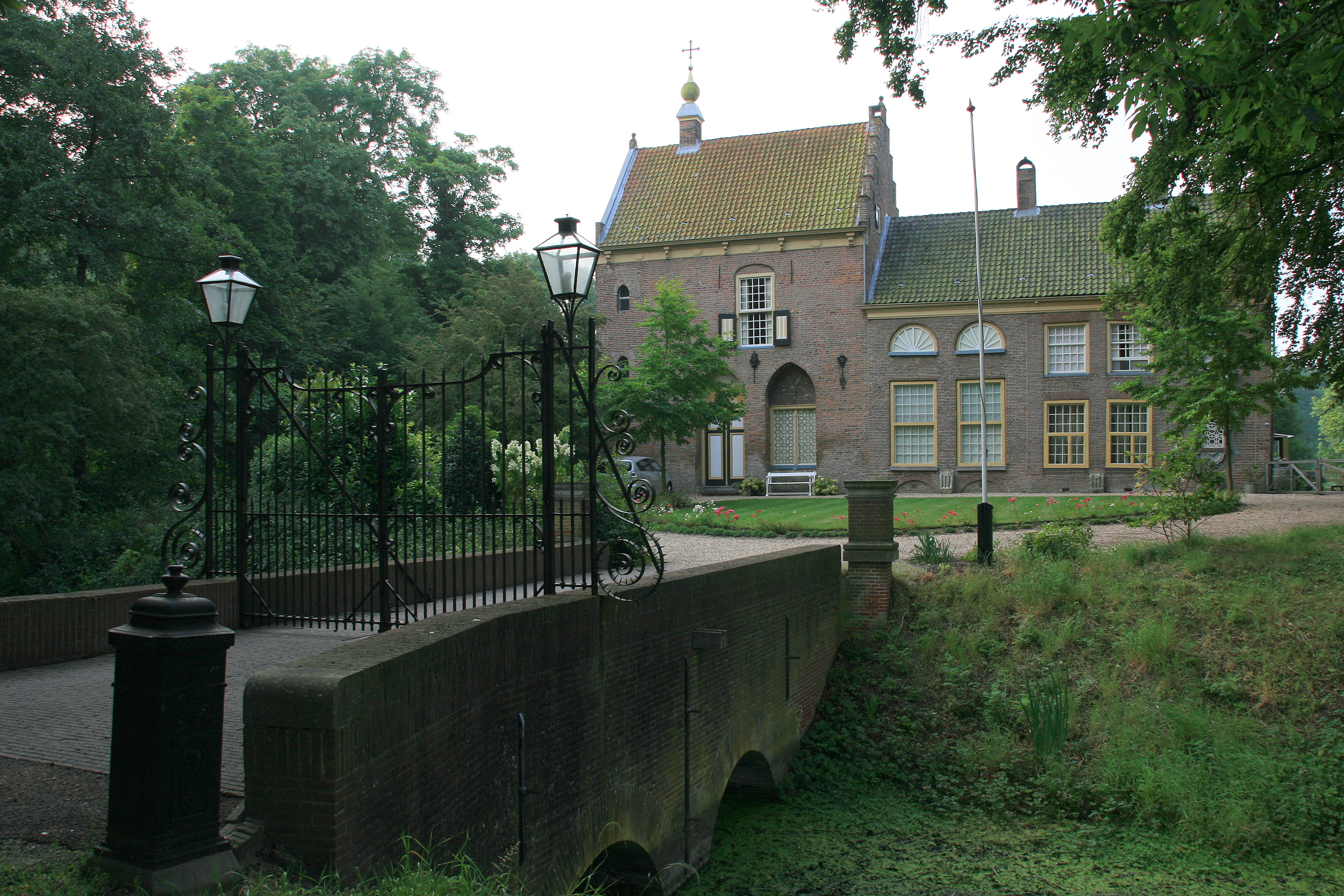
De toegangsbrug (van 1837) en het huis.
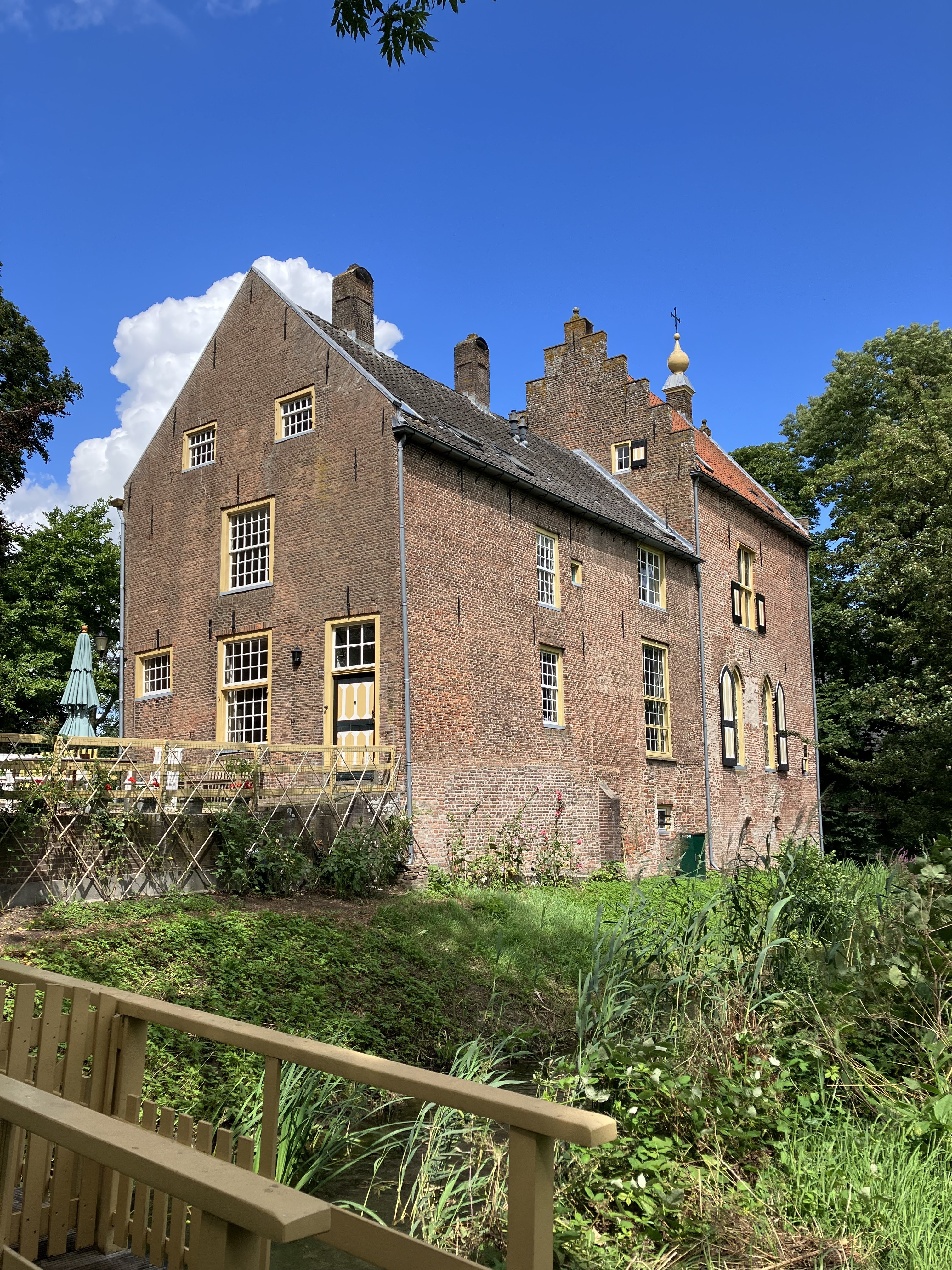
Achterzijde van het Spijker.